# یانکی مووده
یانکی مووده (به لاتین: Janki Młode) یک روستا در لهستان است که در گمینا چروین واقع شده‌است.